# Старе Тянимово
Ста́ре Тяни́мово (рос. Старое Тянымово, чув. Кивĕ Тенем) — присілок у Чувашії Російської Федерації, у складі Малокарачкінського сільського поселення Ядринського району.
Населення — 51 особа (2010; 64 в 2002, 103 в 1979, 182 в 1939, 148 в 1926, 141 в 1906, 73 в 1858, 32 в 1795).

## Історія
Історична назва — Тем'янова, Старі Тянимкаси (1917–1935). Засновано 19 століття як околоток села Юваново. До 1866 року селяни мали статус державних, займались землеробством, тваринництвом, виробництвом взуття. 1930 року створено колгосп «Аврора». До 22 липня 1920 року присілок перебував у складі Малокарачкінської волості Козьмодемьянського, до 5 жовтня 1920 року — Чебоксарського, а з до 1927 року — Ядринського повітів. Після переходу 1927 року на райони — спочатку у складі Татаркасинського, з 1939 року — Сундирського, а з 1962 року — Ядринського районів.